# Teemu Suninen
Teemu Suninen (* 1. února 1994 Tuusula) je finský rallyový jezdec. V současnosti závodí za tým M-Sport World Rally Team s vozem Ford Fiesta WRC. Jeho navigátorem je Marko Salminen.

## Výsledky

### Výsledky ve WRC
| Rok  | Tým                     | Vůz               | 1      | 2      | 3       | 4     | 5       | 6      | 7      | 8      | 9      | 10     | 11      | 12     | 13      | 14  | Pos. | Body |
| ---- | ----------------------- | ----------------- | ------ | ------ | ------- | ----- | ------- | ------ | ------ | ------ | ------ | ------ | ------- | ------ | ------- | --- | ---- | ---- |
| 2014 | AKK Sports Team Finland | Citroën DS3 R3T   | MON    | SWE    | MEX     | POR   | ARG     | ITA    | POL    | FIN 17 | GER    | AUS    | FRA     | ESP    | GBR     |     | NC   | 0    |
| 2015 | Team Oreca              | Citroën DS3 R3T   | MON    | SWE    | MEX     | ARG   | POR Ret | ITA 34 |        | FIN 54 |        |        |         |        |         |     | NC   | 0    |
| 2015 | TGS Worldwide           | Škoda Fabia S2000 |        |        |         |       |         |        | POL 19 |        |        |        |         |        | GBR 11  |     | NC   | 0    |
| 2015 | Team Oreca              | Ford Fiesta R5    |        |        |         |       |         |        |        |        | GER 19 | AUS    | FRA 18  | ESP 37 |         |     | NC   | 0    |
| 2016 | Team Oreca              | Škoda Fabia R5    | MON 12 | SWE 10 |         | ARG   | POR 46  | ITA 8  | POL 11 | FIN 10 | GER 56 | CHN C  | FRA 15  | ESP 28 | GBR 14  | AUS | 18.  | 8    |
| 2016 | TGS Worldwide           | Škoda Fabia R5    |        |        | MEX 9   |       |         |        |        |        |        |        |         |        |         |     | 18.  | 8    |
| 2017 | M-Sport WRT             | Ford Fiesta R5    | MON    | SWE 10 | MEX     | FRA 8 | ARG     | POR 12 | ITA    |        |        | GER 16 | ESP 8   | GBR 31 | AUS     |     | 14.  | 29   |
| 2017 | M-Sport WRT             | Ford Fiesta WRC   |        |        |         |       |         |        |        | POL 6  | FIN 4  |        |         |        |         |     | 14.  | 29   |
| 2018 | M-Sport Ford WRT        | Ford Fiesta R5    | MON 18 |        |         |       |         |        |        |        |        |        |         |        |         |     | 11.  | 54   |
| 2018 | M-Sport Ford WRT        | Ford Fiesta WRC   |        | SWE 8  | MEX 12  | FRA   | ARG 9   | POR 3  | ITA 10 | FIN 6  | GER 5  | TUR 4  | GBR Ret | ESP 11 | AUS Ret |     | 11.  | 54   |
| 2019 | M-Sport Ford WRT        | Ford Fiesta WRC   | MON 11 | SWE 23 | MEX Ret | FRA 5 | ARG 7   | CHL 5  | POR 4  | ITA 2  | FIN    | GER    | TUR     | GBR    | ESP     | AUS | 5.*  | 62*  |

* Sezóna probíhá.

### Výsledky ve WRC 2
| Rok  | Tým           | Vůz               | 1     | 2     | 3     | 4     | 5      | 6     | 7     | 8     | 9     | 10    | 11    | 12     | 13    | 14  | Pos. | Body |
| ---- | ------------- | ----------------- | ----- | ----- | ----- | ----- | ------ | ----- | ----- | ----- | ----- | ----- | ----- | ------ | ----- | --- | ---- | ---- |
| 2015 | TGS Worldwide | Škoda Fabia S2000 | MON   | SWE   | MEX   | ARG   | POR    | ITA   | POL 6 | FIN   |       |       |       |        | GBR 1 |     | 10.  | 51   |
| 2015 | Team Oreca    | Ford Fiesta R5    |       |       |       |       |        |       |       |       | GER 6 | AUS   | FRA 5 | ESP 13 |       |     | 10.  | 51   |
| 2016 | TGS Worldwide | Škoda Fabia R5    | MON   | SWE   | MEX 1 | ARG   |        |       |       |       |       |       |       |        |       |     | 3.   | 120  |
| 2016 | Team Oreca    | Škoda Fabia R5    |       |       |       |       | POR 16 | ITA 1 | POL 1 | FIN 2 | GER   | CHN C | FRA   | ESP 4  | GBR 3 | AUS | 3.   | 120  |
| 2017 | M-Sport       | Ford Fiesta R5    | MON   | SWE 2 | MEX   | FRA 2 | ARG    | POR 2 | ITA   | POL   | FIN   | GER 7 | ESP 1 | GBR 13 | AUS   |     | 3.   | 85   |
| 2018 | M-Sport Ford  | Ford Fiesta R5    | MON 3 | SWE   | MEX   | FRA   | ARG    | POR   | ITA   | FIN   | GER   | TUR   | GBR   | ESP    | AUS   |     | 25.  | 15   |

### Výsledky ve WRC 3
| Rok  | Tým                     | Vůz             | 1   | 2   | 3   | 4   | 5       | 6     | 7   | 8      | 9   | 10  | 11  | 12  | 13  | Pos. | Body |
| ---- | ----------------------- | --------------- | --- | --- | --- | --- | ------- | ----- | --- | ------ | --- | --- | --- | --- | --- | ---- | ---- |
| 2014 | AKK Sports Team Finland | Citroën DS3 R3T | MON | SWE | MEX | POR | ARG     | ITA   | POL | FIN 1  | GER | AUS | FRA | ESP | GBR | 8.   | 25   |
| 2015 | Team Oreca              | Citroën DS3 R3T | MON | SWE | MEX | ARG | POR Ret | ITA 1 | POL | FIN 11 | GER | AUS | FRA | ESP | GBR | 9.   | 25   |